# CAV1
CAV1 (англ. Caveolin 1) – білок, який кодується однойменним геном, розташованим у людей на короткому плечі 7-ї хромосоми. Довжина поліпептидного ланцюга білка становить 178 амінокислот, а молекулярна маса — 20 472.
| 10         |  | 20         |  | 30         |  | 40         |  | 50         |
| ---------- |  | ---------- |  | ---------- |  | ---------- |  | ---------- |
| MSGGKYVDSE |  | GHLYTVPIRE |  | QGNIYKPNNK |  | AMADELSEKQ |  | VYDAHTKEID |
| LVNRDPKHLN |  | DDVVKIDFED |  | VIAEPEGTHS |  | FDGIWKASFT |  | TFTVTKYWFY |
| RLLSALFGIP |  | MALIWGIYFA |  | ILSFLHIWAV |  | VPCIKSFLIE |  | IQCISRVYSI |
| YVHTVCDPLF |  | EAVGKIFSNV |  | RINLQKEI   |  |            |  |            |

A: Аланін

C: Цистеїн

D: Аспарагінова кислота

E: Глутамінова кислота

F: Фенілаланін

G: Гліцин

H: Гістидин

I: Ізолейцин

K: Лізин

L: Лейцин

M: Метіонін

N: Аспарагін

P: Пролін

Q: Глутамін

R: Аргінін

S: Серин

T: Треонін

V: Валін

W: Триптофан

Кодований геном білок за функцією належить до фосфопротеїнів. 
Задіяний у таких біологічних процесах, як взаємодія хазяїн-вірус, ацетилювання. 
Локалізований у клітинній мембрані, мембрані, апараті гольджі.